# Ivan Krevs
Ivan (Ivo, Ive) Krevs, slovenski atlet, * 21. november 1912, Višnja Gora, † 24. oktober 1990, Ljubljana.
Krevs je za Kraljevino Jugoslavijo nastopil na Poletnih olimpijskih igrah 1936 v Berlinu, kjer je nastopil v teku na 5000 metrov. V prvem kvalifikacijskem teku je zasedel 12. mesto in se ni uvrstil naprej.